# Wolf Adam Pachelbel z Hájí
Wolf Adam Pachelbel z Hájí (německy Wolf Adam Pachelbel von Gehag, 28. března 1599, Cheb – 16. června 1649, Wunsiedel, Horní Franky) byl člen patricijské rodiny Pachelbelů z Hájí v západočeském v Chebu.

## Život

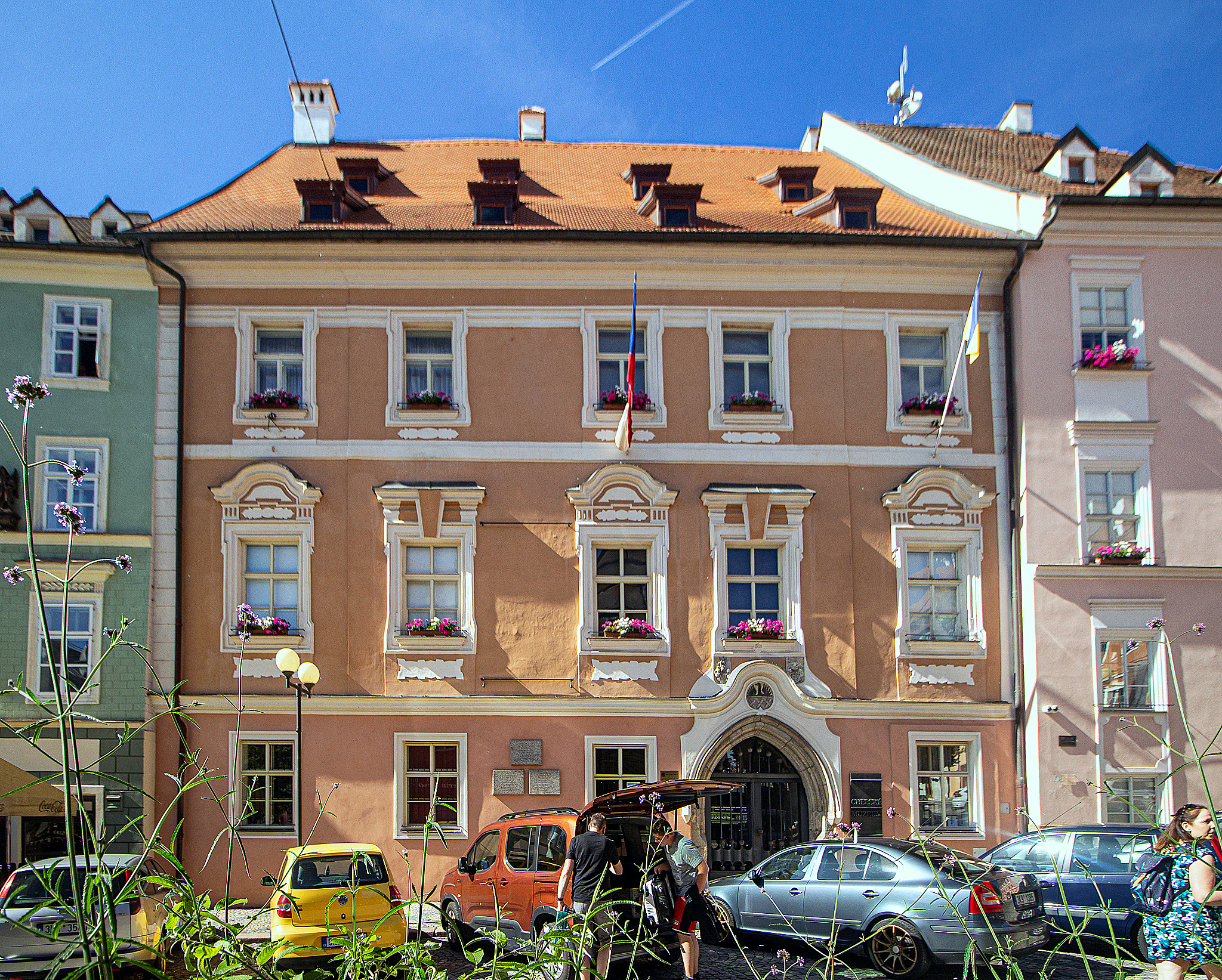
Pachelbelův dům na náměstí Krále Jiřího z Poděbrad v Chebu, který vlastnil Wolf Adam v letech 1619–1620.

V letech 1624–1629 vykonával funkci starosty Chebu. Na konci třicetileté války byl coby zástupce chebských protestantských exulantů obhájcem říšské bezprostřednosti města Cheb a celého Chebska při vestfálských mírových jednáních.

## Příbuzní
- Georg Wilhelm von Pachelbel (1717–1784), německý diplomat
- Heinrich Christian Friedrich von Pachelbel-Gehag (1763–1838), německý vládní radní a okresní prezident
- August Heinrich von Pachelbel-Gehag (1795–1857), pruský důstojník, státní úředník a vlastník půdy